# Бассетт-Сегусо, Карлинг
Ка́рлинг Кэтрин Бассетт-Сегусо (англ. Carling Kathrin Bassett Seguso; род. 9 октября 1967 в Торонто) — бывшая канадская профессиональная теннисистка, избранная в 1983 году «Новичком года» WTA.

## Личная жизнь
Отец Карлинг, Джон Бассетт, был членом сборной Канады по теннису в розыгрыше Кубка Дэвиса 1959 года. Он также был владельцем футбольной команды «Tampa Bay Bandits», игравшей в Футбольной лиге США, а его семья была среди совладельцев команды НХЛ «Toronto Maple Leafs». Принадлежавшая ему кинокомпания сняла художественный фильм на теннисную тему «Весенняя лихорадка» (англ. Spring Fever), в котором снялась и Карлинг.
В 1987 году Карлинг Бассетт вышла замуж за американского теннисиста Роберта Сегусо и некоторое время после этого выступала под двойной фамилией. В 1988 году у Роберта и Карлинг родился сын Холден, затем в 1991 году дочь, тоже получившая имя Карлинг, а  в 1993 году второй сын, Ридли. Все трое детей играют в теннис.
Ещё во время активной теннисной карьеры Карлинг Бассетт выступала в качестве фотомодели, чьи фотографии были трижды включены в иллюстрированные календари, выпускаемые Женской теннисной ассоциацией (WTA); позднее она сотрудничала с модельным агентством Форда. В годы спортивной карьеры Бассетт боролась с нервной анорексией и булимией и даже была на определённом этапе госпитализирована. Позже она рассказывала, как была поражена, когда после того, как о её проблеме стало известно, к ней подходили молодые девушки и высказывали своё восхищение тем, как она сбросила в весе.

## Спортивная карьера
В 1981 году, в 13 лет, Карлинг Бассетт стала чемпионкой Канады среди девушек на закрытых кортах. В 1982 году она занимала первое место в мировом теннисном рейтинге среди девушек, а также выиграла взрослый женский чемпионат Канады, став в 14 лет самой юной его победительницей. Впоследствии она ещё дважды завоёвывала этот титул. В июле 1982 года она начала выступления за сборную Канады в Кубке Федерации, выиграв шесть матчей и проиграв два по пути в финал утешительного турнира Мировой группы, где канадки уступили француженкам. В конце года она победила на престижном юниорском турнире Orange Bowl в старшей возрастной категории (до 18 лет).
Начав выступления в профессиональных турнирах в декабре 1982 года, уже на следующий год пятнадцатилетняя Бассетт ворвалась в мировую теннисную элиту. За 1983 год она четырежды доходила до финалов турниров Женской теннисной ассоциации (WTA) и в одном из них, в Херши (Пенсильвания), добилась победы. В апреле по пути в финал турнира в Амелия-Айленд она победила трёх сеяных соперниц и уступила только первой ракетке мира Крис Эверт. Она также дошла до четвёртого круга на Уимблдонском турнире, а потом до четвертьфинала Открытого чемпионата Австралии. По итогам сезона WTA назвала её «Новичком года». Она также была избрана «спортсменкой года» в Канаде.
Успешные выступления Бассетт продолжались и в следующем году. Хотя за этот год она только однажды, причём лишь осенью, дошла до финала турнира в одиночном разряде, она показала два своих лучших результата в турнирах Большого шлема, дойдя до четвертьфинала на Открытом чемпионате Франции и до полуфинала на Уимблдоне. В итоге к началу октября 1983 года она вошла в десятку сильнейших теннисисток мира в одиночном разряде. Сразу после этого в Тампе она выиграла первый в карьере турнир в парном разряде, а затем в парном турнире Открытого чемпионата Австралии дошла до четвертьфинала — её лучший результат в парах на турнирах Большого шлема за карьеру.
В 1985 году Бассетт ещё дважды выходит в финал турниров в парном разряде и снова побеждает в Тампе, где её партнёршей была Габриэла Сабатини. В одиночном разряде она несколько раз доходила до полуфиналов, а в Открытом чемпионате Франции и Открытом чемпионате США вышла в четвёртый круг. По итогам этого сезона она была вторично признана «спортсменкой года» в Канаде.
В 1986 году Бассетт дошла до четвертьфинала Открытого чемпионата Франции и четвёртого круга на Уимблдоне в одиночном разряде. Как на этих, так и на ряде других турниров её продвижение останавливали лучшие теннисистки мира: Крис Эверт, Мартина Навратилова, Гана Мандликова. А осенью она получила травму, которая, вместе с последовавшим воспалением связки, не позволила ей закончить сезон.
После второй и последней в карьере победы на турнире WTA в одиночном разряде, одержанной в мае 1987 года, и выхода в четвертьфинал Мировой группы Кубка Федерации со сборной Канады в августе того же года Карлинг Бассетт-Сегусо уже не добивается значительных успехов. На Олимпиаде в Сеуле она в одиночном разряде уступила в первом же круге Натали Тозья, а в парах с Джилл Хетерингтон победила аргентинок Пас и Сабатини, но во втором круге их обыграли Штеффи Граф и Клаудиа Коде-Кильш. Последним регулярным сезоном в карьере для Бассетт-Сегусо стал 1990 год, который она завершила после Уимблдона. Лучшим её результатом в этом году стал выход в четвертьфинал турнира в Амелия-Айленд, где она, находясь в шестой сотне рейтинга, обыграла двух посеянных соперниц и уступила только олимпийской чемпионке Штеффи Граф. Она ещё возвращалась на корт весной 1992 года, а в 1995 и 1996 годах сыграла по одному турниру, на которые была допущена решением организаторов. Свой последний матч она провела во втором квалификационном круге турнира в Майами в марте 1996 года. Возможно, помимо рождения детей, причиной раннего ухода из активного спорта стали психологические трудности, нашедшие отражение в расстройствах приёма пищи, в результате которых к 2000 году она весила 43 килограмма. На потерю интереса к теннису могла повлиять и смерть отца в 1986 году.
После ухода из активного тенниса Карлинг Бассетт-Сегусо, перебравшаяся в США, работала комментатором и тренером в собственной теннисной школе, а затем в академии Ника Боллетьери. В 1998 году она стала членом Канадского зала теннисной славы, а в 2001 году — первой теннисисткой в Канадском зале спортивной славы.

## Участие в финалах турниров WTA за карьеру

### Одиночный разряд (6)

#### Победы (2)
| №  | Дата            | Турнир                            | Покрытие | Соперница в финале | Счёт в финале |
| -- | --------------- | --------------------------------- | -------- | ------------------ | ------------- |
| 1. | 14 февраля 1983 | Херши, Пенсильвания, США          | Ковёр    | Сэнди Коллинз      | 2-6, 6-0, 6-4 |
| 2. | 18 мая 1987     | Grand Prix de Strasbourg, Франция | Грунт    | Сандра Чеккини     | 6-3, 6-4      |

#### Поражения (4)
| №  | Дата            | Турнир                                       | Покрытие | Соперница в финале | Счёт в финале |
| -- | --------------- | -------------------------------------------- | -------- | ------------------ | ------------- |
| 1. | 28 февраля 1983 | Палм-Спрингс, Калифорния, США                | Хард     | Ивонн Вермак       | 3-6, 5-7      |
| 2. | 11 апреля 1983  | Lipton WTA Championships, Амелия-Айленд, США | Грунт    | Крис Эверт         | 3-6, 6-2, 5-7 |
| 3. | 7 ноября 1983   | Гонолулу, США                                | Ковёр    | Кэтлин Хорват      | 6-4, 2-6, 6-7 |
| 4. | 8 октября 1984  | Тампа, США                                   | Хард     | Мишель Касати      | 1-6, 6-74     |

### Парный разряд (3)

#### Победы (2)
| №  | Дата       | Турнир     | Покрытие | Партнёр           | Соперницы в финале          | Счёт в финале |
| -- | ---------- | ---------- | -------- | ----------------- | --------------------------- | ------------- |
| 1. | 8 окт 1984 | Тампа, США | Хард     | Элизабет Смайли   | Мери-Лу Дэниелс Венди Проса | 6-4, 6-3      |
| 1. | 4 ноя 1985 | Тампа (2)  | Хард     | Габриэла Сабатини | Лаура Аррайя Лайза Бондер   | 6-0, 6-0      |

#### Поражение (1)
| №  | Дата        | Турнир                                    | Покрытие | Партнёр    | Соперницы в финале              | Счёт в финале |
| -- | ----------- | ----------------------------------------- | -------- | ---------- | ------------------------------- | ------------- |
| 1. | 15 апр 1985 | Sunkist Championships, Амелия-Айленд, США | Грунт    | Крис Эверт | Гана Мандликова Розалин Фэрбенк | 1-6, 6-2, 2-6 |